# Blekingekuriren (1919)

Nya  Blekingekuriren var en dagstidning utgivning från 22 mars 1919 till 27 januari 1922. Fullständig titeln var Nya Blekinge-Kuriren med undertitel Länsorgan för socialdemokratiska vänstern.

## Redaktion
Redaktionsort  var Ronneby med adress Nygatan 73. Organisationsanknytning  för tidningen var den socialdemokratiska vänstern,  länsorgan för den socialdemokratiska vänstern enligt tidningen 22 mars 1919. Tidningen kom ut endast lördagar från den 22 mars 1919 till 31 december 1920, samt onsdag och fredag från den 29 september 1921 och 27 januari 1922. Tidningen hade utgivningsuppehåll 8 juni 1919 till 1 januari 1920 och sedan också 2 januari 1921 till 29 september 1921.
| Period                 | Ansvarig utgivare            | Titel          | Period                 | Redaktör         |
| 1919-03-11--1920-01-18 | Wiksten, Sven Hugo (H)jalmar | journalisten   | 1919-03-22--1919-06-07 | Wiksten, Hjalmar |
| 1920-01-19--1922-01-27 | Karlsson, Arvis Gideon       | bruksarbetaren | 1920-01-10--1920-06-12 | Andersson, Klas  |
|                        |                              |                | 1920-06-19--1922-01-27 | ingen uppgift    |

## Tryckning
Tryckeri var Andersons boktryckeri i Trelleborg till 7 juni 1919. Från 10 januari 1920 till det årets slut var Östgötatryckeriet i Linköping tryckeri och från 28 september 1921 till 27 januari 1922, då tidningen upphörde, var Skånes Folkblads tryckeri i Malmö. Dagstidningens 4 sidor hade stora satsytor 50x37 cm till 57x43 cm som trycktes med antikva endast i svart. Priset för tidningen var 1919 40 öre per månad, sedan 4,25 kr 1920, 6 kronor 1921.